# بوجوجنو
بوجوجنو ( بيدمونتيس : بيغون ، لومبارد : بوغن ) هي كومونا (بلدية) في مقاطعة نوفارا في منطقة بيدمونت الإيطالية ، اذ تقع على بعد حوالي 90 كيلومتر (56 ميل) شمال شرق تورينو وعلى بعد حوالي 25 كيلومتر (16 ميل) شمال غرب نوفارا .
تقع مدينة بوجونو على حدود البلديات التالية: اقريت كونتوربيا، بورغومانيرو، كريسا، جاتيكو-فيرونو و سونو.